# Isère
L'Isère (/iˈzɛʀ/; in arpitano e in occitano Isera) è un dipartimento francese della regione Alvernia-Rodano-Alpi. Il nome del dipartimento deriva dal nome del fiume omonimo che scorre nel suo territorio. L'etimologia del nome deriva dal celtico Isar, che significa "ferro", minerale che doveva essere presente in grande quantità durante l'epoca protostorica. Per diversi linguisti (citati nell'opera di Francisco Villar Gli Indoeuropei e le origini dell'Europa, ed. il Mulino, 1997) gli idronimi con radice is, diffusi soprattutto nell'Europa meridionale e occidentale, risalirebbero alla lingua dei primi Indoeuropei giunti come conquistatori.

## Geografia fisica
Il territorio del dipartimento confina con i dipartimenti del Rodano (Rhône) a nord-ovest, dell'Ain a nord, della Savoia (Savoie) a nord-est, delle Alte Alpi (Hautes-Alpes) a sud-est, della Drôme a sud, dell'Ardèche a sud-ovest e della Loira (Loire) a ovest.
Le sezioni e sottosezioni alpine che interessano il dipartimento sono:
- Alpi del Delfinato (Alpi delle Grandes Rousses e delle Aiguilles d'Arves, Catena di Belledonne, Massiccio des Écrins e Massiccio del Taillefer);
- Prealpi del Delfinato (Prealpi del Vercors);
- Prealpi di Savoia (Prealpi della Chartreuse).

## Storia
Il dipartimento è stato creato dopo la rivoluzione francese, il 4 marzo del 1790, in applicazione della legge del 22 dicembre del 1789, a partire da una suddivisione del territorio della provincia del Delfinato.

## Città
Le principali città, oltre al capoluogo Grenoble, sono Voiron, Bourgoin-Jallieu, La Tour-du-Pin e Vienne.